# Peter Hinnen
Peter Hinnen, né le 19 septembre 1941 à Zurich, est un yodeleur et chanteur suisse.

## Biographie
Dans les années 1950, il commence sa carrière sous le nom de « Peterli Hinnen » dans le restaurant Kindli, où il est découvert et soutenu par les Geschwister Schmid. Par le trio, il rencontre le compositeur Artur Beul (de) qui lui écrit la chanson Goal. Hinnen obtient un contrat chez Polydor et apparaît dans des films musicaux.
Dans les années 1960, il va chez Ariola et poursuit sa carrière dans le schlager influencé par la country avec des passages de yodel[pas clair]. Il fait des tournées jusqu'aux États-Unis et au Japon, avec un costume de cow-boy et joue de la guitare acoustique.
En mai 1966, il fait une tournée appelée Swiss Folklore Show en Tchéquoslovaquie, en compagnie des Sauterelles (de), avec qui il finit chaque concert.
Au milieu des années 1980, il prend sa retraite du monde du spectacle et s'installe dans une ferme à Wattenwil. Par la suite, un second mariage, la direction d'un centre de spa et une carrière d'infirmier dans un sanatorium sont des échecs. De temps en temps, il se produit encore dans des émissions de musique folklorique à la radio allemande et suisse. En 1992, il entre dans le Livre Guinness des records en faisant 22 notes en une seconde. En 2008, Oesch’s die Dritten fait de la chanson Ku-Ku-Jodel, qu'il a écrite en 1991, un succès.

## Succès
- 1962 : Auf meiner Ranch bin ich König
- 1963 : Siebentausend Rinder
- 1965 : Eine Rose blüht in Colorado[3]
- 1966 : Ich bin der König der Blauen Berge

## Filmographie
- 1954 : Große Star-Parade (de)
- 1955 : Wie werde ich Filmstar? (de)
- 1956 : Musikparade
- 1962 : Tanze mit mir in den Morgen
- 1963 : Sing, aber spiel nicht mit mir (de)
- 1963 : Im singenden Rößl am Königssee
- 1966 : Der nächste Urlaub kommt bestimmt (TV)
- 1966 : Das Spukschloß im Salzkammergut

## Source de la traduction
- (de) Cet article est partiellement ou en totalité issu de l’article de Wikipédia en allemand intitulé « Peter Hinnen » (voir la liste des auteurs).